# Инцидент с Головниным

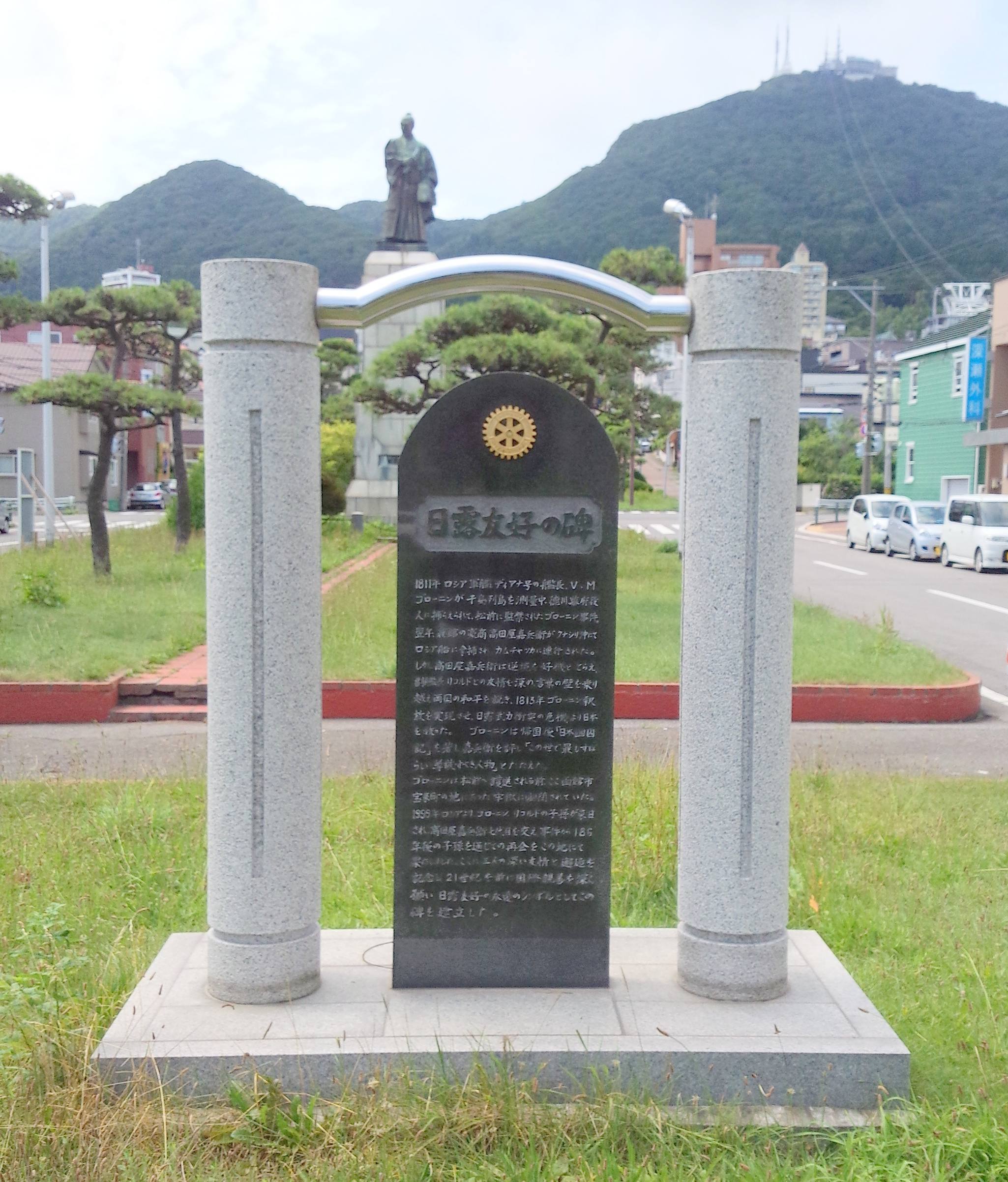
Памятник русско-японской дружбе в Хакодате. Был возведён в память дружеских отношений Головнина, Рикорда и Такадая Кахэя в 1999 году.

Инциде́нт с Головнины́м (яп. ゴローニン事件 Горо: нин дзикэн) — российско-японский конфликт 1811—1813 годов, поставивший ещё не установившиеся российско-японские отношения на грань войны.
Причиной инцидента стало пленение капитана российского императорского шлюпа «Диана», проводившего гидрографическое описание Курильских островов, Василия Михайловича Головнина, двух его офицеров (Фёдора Мура и Андрея Хлебникова) и четырёх матросов. Российские моряки были захвачены в плен на острове Кунашире воинами клана Намбу, перевезены на остров Хоккайдо и содержались в тюрьме близ города Мацумаэ в течение двух лет.
Мирное разрешение этого конфликта стало возможным благодаря дружеским, доверительным отношениям русского морского офицера Петра Ивановича Рикорда, организовавшего и возглавившего три спасательные экспедиции к берегам Японии, и крупного японского купца и общественного деятеля Такадая Кахэя, который, пробыв в России около года, по возвращении на родину убедил своё правительство в том, что русским можно верить. Их согласованные и разумные действия позволили добиться беспрецедентных результатов: российские моряки были освобождены из японского плена (до этого никто в истории из японского плена не возвращался), и были созданы условия для дальнейшего развития межгосударственных отношений.

## Предыстория конфликта
В 1639 году «указом о закрытой стране», изданным сёгуном Токугава Иэмицу, в Японии была введена политика строгой самоизоляции страны от всего внешнего мира («политика Сакоку»), которая просуществовала до середины XIX века. Россия за эти два века предпринимала несколько попыток наладить торговые и дипломатические отношения с Японией.
Первая попытка была сделана в 1792 году. Это была миссия Адама Лаксмана, снаряжённая иркутским генерал-губернатором Иваном Пилем в соответствии с именным указом Екатерины II «Об установлении торговых сношений с Япониею». Лаксман на судне «Екатерина» возвратил на родину японских моряков, стихией занесённых в Россию — Дайкокуя Кодаю, Исокити и Коити (история скитаний японцев известна по книге Иноуэ Ясуси «Сны о России» и одноимённому российско-японскому фильму).
Японцы приняли посольство Лаксмана без враждебности, но сообщили, что по японским законам переговоры могут вестись только в Нагасаки и дали ему разрешение на заход одного русского судна в Нагасаки для продолжения переговоров. Однако этой возможностью не суждено было воспользоваться. «Вероятно, — указывал в своих Записках В. М. Головнин, — беспокойства, произведённые в Европе Французской революцией, были тому причиной».
Вторая попытка установления дипломатических отношении была сделана в самом начале царствования Александра I. Она связана с именем Николая Петровича Резанова, камергера его величества, являвшегося к тому же зятем и наследником основателя Российско-американской компании Григория Шелехова. Резанов был назначен первым российским посланником в Японию и руководителем первой русской кругосветной экспедиции на кораблях «Надежда» (под командованием И. Ф. Крузенштерна) и «Нева» (под командованием Ю. Ф. Лисянского). В конце сентября 1804 года посольство прибыло в Нагасаки. Но японцы не приняли привезённые дары и послание Александра I японскому императору, а, продержав русское посольство почти полгода, в конце концов передали Резанову письмо правительства с отказом от каких-либо отношений с Россией. А в письме от имени губернатора Нагасаки прямо говорилось: «Дров, воды и провизии велено мною вам дать. При японских берегах на якоре не оставайтесь, а отправляйтесь скорее от берегов наших». Резанов покинул Японию, крайне раздражённый неудачей своей миссии. Японцам он заявил: «Чтобы Японская империя далее северной оконечности острова Матсмая отнюдь владений своих не простирала, поелику все земли и воды к северу принадлежат моему государю»

«Потерпевши полное фиаско, Резанов захотел мстить японцам. Он приказал морскому офицеру Хвостову попугать сахалинских японцев, и приказ этот был отдан не совсем в обычном порядке, как-то криво: в запечатанном конверте, с непременным условием вскрыть и прочитать лишь по прибытии на место».

Лейтенант Хвостов, желая получить устные разъяснения этому не совсем обычному даже по тем временам приказу, пытался лично встретиться с Резановым, но тот поспешно отправился через Сибирь в Петербург, по дороге заболел и умер в Красноярске.
Известный своей энергией, предприимчивостью и знанием морского дела, Хвостов в 1806 году на фрегате «Юнона» подошёл к Сахалину и в губе Анива сжёг японские хлебные магазины «в отмщение Японской империи за отказ, сделанный русскому посольству», и для большей убедительности поставил столб с русским флагом. В следующем году, командуя тем же судном, и в сопровождении тендера «Авось» под начальством мичмана Давыдова, плавал к Итурупу, где обнаружил японцев и сжёг два японских селения Найбо и Сяна с их магазинами, а затем, отобрав у японцев возле острова Матсмая (на небольшом острове Рисири у северо-западного побережья последнего) грузовые суда, вернулся в Охотск, но тут был арестован вместе с Давыдовым и отправлен в Петербург, где находился под следствием Адмиралтейств-коллегии, постановившей передать его и Давыдова военному суду за самовольные действия.
Но отношение японцев к русским было надолго испорчено. Они ждали, что вот-вот может появиться российская военная эскадра и начнёт войну против Японии.

## Хронология развития конфликта

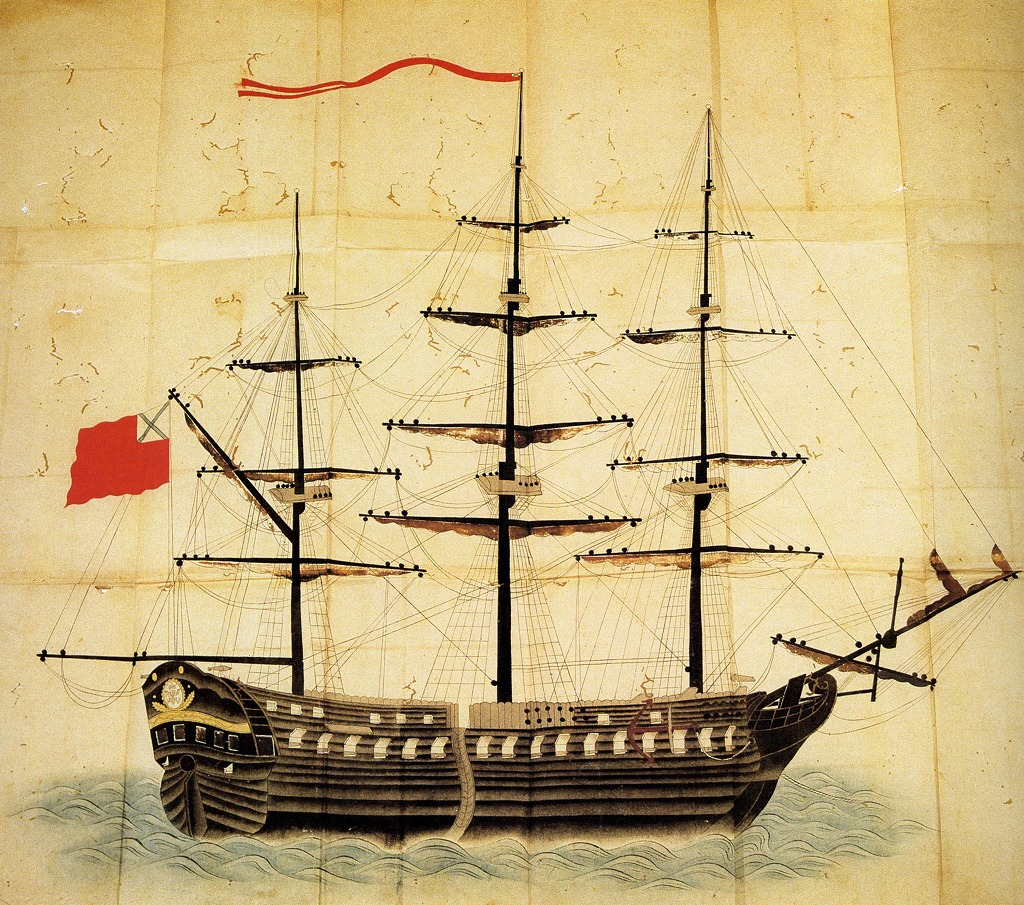
Шлюп «Диана»

### Неоконченная гидрографическая экспедиция
20 апреля 1811 года в Петропавловскую гавань командиру шлюпа «Диана» пришло повеление от морского министра маркиза де Траверсе, предписывающее незамедлительно приступить к исследованиям, ради которых шлюп и направлялся к восточным берегам России четыре года назад: «…считаю нужным уведомить вас, что Его Императорскому Величеству угодно, чтобы сделано было точнейшее описание островов Южных Курильских и лежащих напротив Удинского порта островов Шантарских, а равно и берегов Татарии…».
Подробный план исследований был изложен в инструкции Адмиралтейского департамента «Об отправлении капитан-лейтенанта Головнина из Камчатки в Восточный океан для описания Курильских и Шантарских островов и о напечатании его и Рикорда журналов. Августа 7 дня 1810 г.».
Прорубив лёд в Петропавловской гавани, 24 апреля 1811 года шлюп «Диана» вышел в Авачинскую губу, несколько дней потратил на изучение особенностей приливно-отливных закономерностей и сопоставляя свои наблюдения с результатами наблюдений капитанов Кинга, Лаперуза и Сарычева.

#### Отправление «Дианы» к Курильским островам 4 мая 1811 года
Наконец, 4 мая шлюп вышел в открытый океан и взял курс на пролив Надежды. План Головнина состоял в том, чтобы «…начать опись от пролива Надежды, находящегося между 12 и 13 островами, или иначе Матуа и Расшуа, и продолжить оную далее к югу до самого Матсмая, потом осмотреть северную сторону сего острова, от коего следовать после вдоль восточного берега Сахалина и кончать лето описью Татарского берега и островов Шантарских».
Результаты исследований Головнина и Рикорда за первую половину лета 1811 года были значительными. Была составлена точная карта Курильских островов.
Был открыт новый остров между островом Расшуа и островами Ушишир. Его назвали островом Среднего в честь штурманского помощника Василия Среднего. Такое же название получил и пролив между этим островом и островом Расшуа, вполне пригодный для прохождения больших кораблей.
Пролив между островами Ушишир и островом Кетой был назван проливом Рикорда, а пролив между островами Кетой и Симушир был назван в честь шлюпа проливом Дианы.
Общение с коренными жителями островов позволило «…узнать много любопытного касательно Курильских островов, а особливо настоящие их имена. Следовательно, капитан Крузенштерн, положа отменно верно виденные им острова на карты, дал некоторым из них другие названия, а именно: его Райкоке есть настоящий Матуа, а Матуа называется жителями Расшуа; остров же, им называемый Расшуа, сами жители именуют Ушисир, а тот, который у него на карте стоит под именем Ушисира, они называют Кетой, а его Кетой жителям известен под именем Симусира, который, по их счёту, шестнадцатый в гряде».
Капитан Крузенштерн положил на карту отменно верно виденные им острова, но многие острова (и в том числе все Южно-Курильские) он вообще не видел из-за густых туманов и перенёс их на свою карту с прежних известных ему карт. Поэтому неудивительно, что остров Чикотан на карте капитана Крузенштерна назывался Кунашир, а настоящий Кунашир был нанесён под именем Итуруп. В результате исследований Головнина и Рикорда этим островам были возвращены их настоящие имена.

#### Пленение капитана Головнина и его товарищей 11 июля 1811 года
11 июля 1811 года японским гарнизоном Кунашира (начальник крепости Насасэ Саэмон) был захвачен в плен русский мореплаватель В. М. Головнин. С ним находились мичман Фёдор Фёдорович Мур, штурман 9-го класса Андрей Ильич Хлебников, матросы первой статьи Дмитрий Симонов, Спиридон Макаров, Михаил Шкаев и Григорий Васильев и курилец Алексей, взятый в качестве переводчика.
Вскоре пленников перевели в город Хакодате на острове Матсмай (Хоккайдо) и заключили в тюрьму. После пятидесятидневного пребывания в Хакодате в конце сентября русских перевели в городок Мацумаэ, находящийся в нескольких днях перехода восточнее Хакодате. Здесь их также заключили в тюрьму.
Командование шлюпом принял старший помощник Рикорд.

### Первая спасательная экспедиция Рикорда 1812 года
Рикорд отправился в Охотск и, доложив о случившемся начальнику Охотского порта капитану 2-го ранга М. И. Миницкому, решился, не выжидая даже зимнего пути, отправиться верхом в Петербург хлопотать об освобождении Головнина.
Моряку Рикорду сухопутное путешествие верхом далось очень тяжело. Тем не менее, он в короткий срок добрался до Иркутска, где иркутский гражданский губернатор Н. И. Трескин отказал ему в подорожной для продолжения пути. Донесение в Петербург было уже послано, и Рикорд получил приказание вернуться в Охотск. И всё же ему удалось получить разрешение продолжить опись Южных Курильских островов и попытаться разузнать о судьбе пленных русских моряков. С этим документом Пётр Иванович вернулся в Охотск, взяв с собой из Иркутска японца Леонзайма, вывезенного насильно в Россию лейтенантом Хвостовым в ещё в 1804 году.

#### Отправление «Дианы» и «Зотика» из Охотска 22 июля 1812 года
Начальник Охотского порта М. И. Миницкий помог в кратчайшие сроки приготовить шлюп к походу, доукомплектовал экипаж и добавил десять солдат из морской роты. Кроме того, он отдал под команду Рикорда один из охотских транспортов, бриг «Зотик», под командованием лейтенанта Филатова.
22 июля 1812 года шлюп «Диана» и бриг «Зотик» вышли из Охотска и направились к острову Кунаширу. На нём, кроме Леонзаймо, было ещё шесть японцев, спасённых с разбившегося на Камчатских берегах японского судна для отвоза их на родину.
Ночью 28 июля «Диана» чудом избежала крушения на скалах, окружающих остров Св. Ионы, куда была снесена сильным морским течением в густом тумане. Затем, 6 и 8 августа, ей пришлось преодолеть два сильных шторма. Далее несколько дней было потрачено около берегов острова Урупа из-за встречных ветров и сильных туманов, не позволявших пройти через пролив Фриза.
И наконец, потратив ещё тринадцать дней на борьбу с противными ветрами у берегов Итурупа, Шикотана и Кунашира, «Диана» 28 августа прибыла в залив Измены. Так моряки ещё в 1811 году назвали злополучный залив, в котором был вероломно пленён их командир. Аналогичное название — пролив Измены — получил и находящийся здесь пролив между островами Кунаширом и Матсмаем.
Бриг «Зотик», разлучившийся с «Дианой» во время шторма, присоединился к ней через несколько дней.

#### Прибытие в залив Измены 28 августа 1812 года
Во время этого перехода из Охотска к острову Кунашир с помощью Леонзаймо «…изготовлено было на японском языке к главному начальнику острова краткое письмо, смысл которого извлечён был из записки, доставленной … от господина иркутского гражданского губернатора».
В продолжение всего похода Рикорд начал изучать японский язык, и Леонзаймо, сам того не понимая, был его учителем. Рикорд подолгу разговаривал с ним о Японии, просил написать и произнести те или иные слова и выражения, фамилии и термины. Поэтому по уже написанному тексту Рикорд смог убедиться, что речь действительно идёт о пленниках и просьбе их освободить.
С этим письмом одного из привезённых японских матросов высадили на берег с поручением доставить письмо лично начальнику острова. Но это мирное действие было встречено артиллерийским огнём из крепости по заливу, где стояла «Диана».
Три дня прошло в тщетном ожидании возвращения посланного японского матроса. Японская батарея начинала палить из пушек, как только шлюпки с «Дианы» подъезжали к ручью на берегу, чтобы набрать свежей воды. Рикорд избегал всяческих действий, которые могли бы показаться японцам неприязненными, и немедленно отозвал шлюпки назад.
Ещё раз посылал Рикорд на берег своего посланника из числа спасённых японских матросов с попыткой назначить переговоры на гребных судах в заливе, но и эта попытка оказалась безрезультатной: японцы цинично предложили командиру корабля приехать для переговоров в крепость.
Тогда Рикорд решил использовать последний шанс и послать на берег Леонзаймо, который был самым образованным из всех привезённых японцев, знал русский язык, понимал существо дела и мог удовлетворительно объяснить цель теперешнего прихода шлюпа и разузнать о судьбе Головнина и его товарищей по несчастью. Рикорд очень опасался, что Леонзаймо может не вернуться, и тогда он лишится единственного, какого ни есть, но всё же переводчика.
4 сентября Леонзаймо и сопровождающего его японского матроса высадили на берег.

#### Кульминация конфликта 5 сентября 1812 года
5 сентября Леонзаймо сообщил ужасную весть в следующих словах: «Капитан Головнин и все прочие убиты».
Рикорд был настроен решительно: «Я, не имея от начальства никакого предписания, как поступить в таком критическом случае, признавал законным произвести над злодеями возможное по силам нашим и, как мне казалось, справедливое мщение, был твёрдо уверен, что наше Правительство не оставит без внимания такого со стороны японцев злодейского поступка».
По сути дела в этот момент отношения между странами были поставлены на грань войны.
Ситуация коренным образом отличалась от прошлогодней.
- Во-первых, в прошлом году «Диана» была одна, с неполным экипажем, что не позволяло одновременно промерить глубины для близкого подхода к берегу с целью эффективных действий артиллерии, высадиться на берег и, оставив некоторое охранение у шлюпок, произвести штурм крепости, и, в то же время, защитить судно от захвата, в случае, если такая попытка последует. В этот раз было уже взаимодействие двух военных кораблей, экипаж «Дианы» был увеличен на 11 человек, а на борту брига «Зотик» кроме экипажа был морской десант.
- Во-вторых, в прошлом году ситуация осложнялась тем, что правительство не знало, что случилось с «Дианой» и где её искать в случае невозвращения. В этот раз это была специальная экспедиция с определёнными целями и известным маршрутом. И была уверенность, что «… правительство не оставит без внимания …».
- В-третьих, в прошлом году русские моряки опасались своими действиями нанести вред своим товарищам, попавшим в плен к народу, о котором было распространено мнение как об очень коварном, жестоком и мстительном. Сейчас же повредить своим товарищам было уже невозможно, но отомстить за них необходимо, и, кроме того, желание «примерно наказать японцев за надругательством над русским императорским флагом» было открыто и решительно высказано в дипломатических, военных и гражданских кругах.

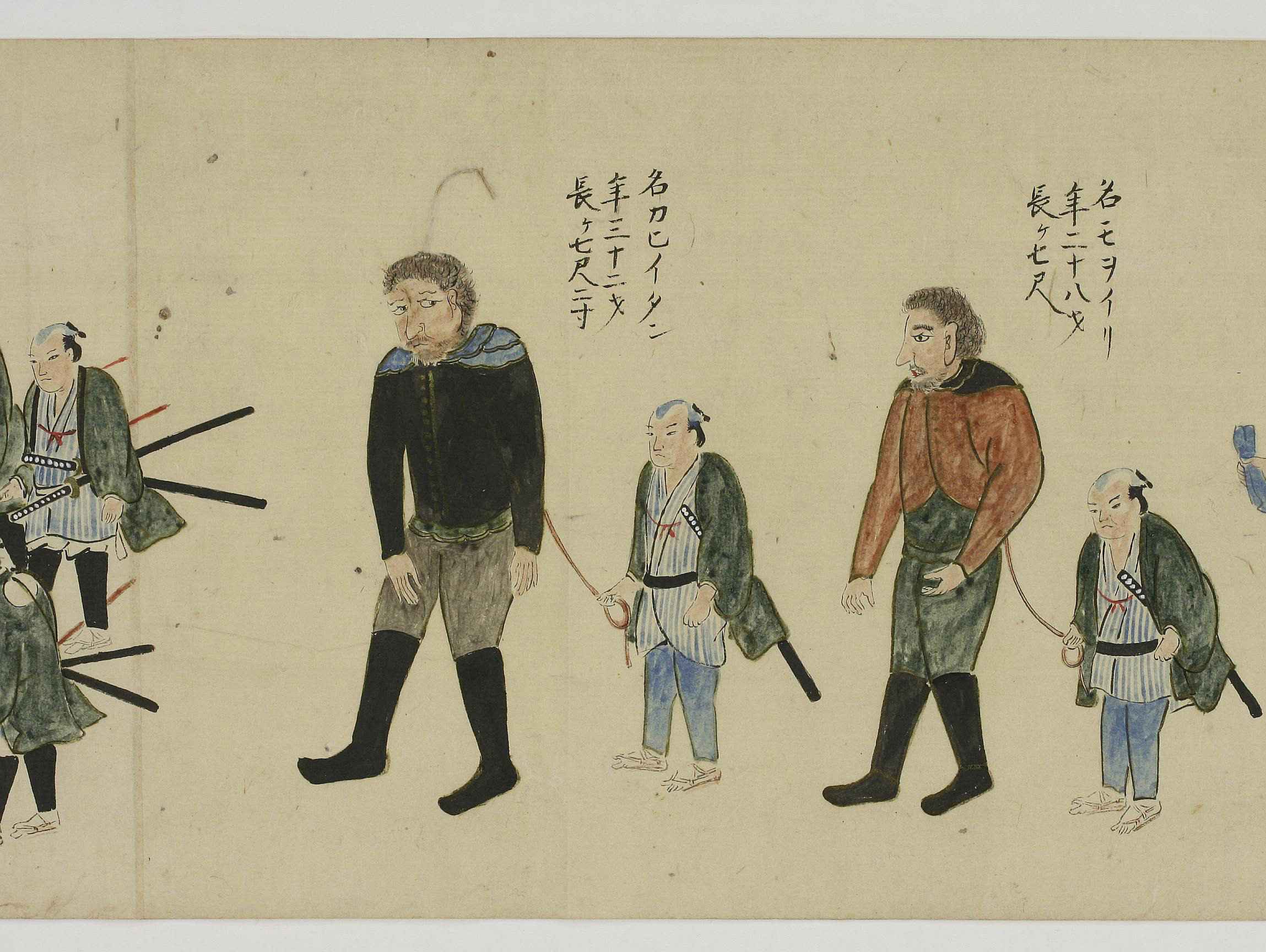
Вторая часть японского свитка, изображающего пленение Головнина, Мура, Хлебникова с матросами и курильцами. Хлебников и матрос.

Если бы военные действия в тот момент начались, то по своим последствиям они многократно превзошли бы эффект операции Хвостова и Давыдова, перед которыми стояла цель только «попугать японцев», а в данном случае цель была другая — отомстить и примерно наказать.
Решение было принято, его исполнение было только отложено и связано с ответственностью Рикорда за последствия: «Мне надлежало только иметь вернейшее доказательство, нежели одни слова Леонзаймы… Для сего я послал опять Леонзайму на берег, чтоб он попросил у японского начальника письменное на то подтверждение. При сём Леонзайме и оставшимся 4 японским матросам обещано было совершенное освобождение, когда мы решимся действовать неприятельски. Между тем приказал я на обоих судах быть в совершенной готовности к нападению на японское селение».

#### Задержание «Кандзэ-Мару» с Такадая Кахэем 8 сентября 1812 года
8 сентября русские моряки задержали японское судно «Кандзэ-Мару» («Кансэ-Мару») с богатым и влиятельным купцом Такадая Кахэем (другое произношение: Такатай Кахе-и) на борту, который уверенно заявил: «Капитан Мур и 5 человек русских находятся в городе Матсмае». Своими описаниями внешности Мура и других подробностей он доказал, что знает обстоятельства этого дела. Это в корне меняло ситуацию: военные действия были окончены, так и не начавшись. Нужно было искать новые подходы к задаче освобождения русских моряков. При этом судьба Головнина была всё ещё неизвестна.
Когда Рикорд объявил Кахэю, что тот поедет в Россию, японец спокойно ответил: «Хорошо, я готов!» П. И. Рикорд обещал ему, что в будущем году его вернут в своё отечество. Затем Рикорд предложил ему написать письмо японскому начальнику, письмо его жене, отобрать четырёх японских матросов, которые будут сопровождать его.
11 сентября оба судна шлюп «Диана» и бриг «Зотик» снялись с якоря и взяли курс на Камчатку.

### Зимовка в Петропавловске-Камчатском
На шлюпе Рикорд поселил Кахэя в своей каюте и содержал не как пленника, а как гостя, в Петропавловске-Камчатском они жили в одних покоях, и обратный путь на Кунашир проделали вместе. Всё это время они общались, учились понимать друг друга, преодолевая принципиальные различия в мировоззрениях, законах, обычаях и правилах. Рикорд писал, что они выработали для общения свой специальный язык, и при этом достигли таких успехов, что могли обсуждать на нём понятия весьма абстрактные и отвлечённые. Такое заявление следует отнести скорее к дипломатическим акцентам Рикорда, который владел 7-ю иностранными языками, и, сильно мотивированный задачей освобождения своего лучшего друга, вероятно, взял на себя большую часть пути взаимного сближения.
Из обсуждения П. И. Рикорда с Такадая Кахэй путей освобождения Головнина и его товарищей из японского плена прояснились следующие обстоятельства:
- Правительство Японии, будучи оскорблённым действиями экспедиции Хвостова, предприняло ряд мер по защите территорий, где ожидалось повторное нападение, и разрешило применять насильственные методы.
- Освобождение иностранцев, попавших в плен при таких обстоятельствах, противоречит законам страны.
- Исключение может быть сделано, если японское правительство получит от российских властей официальное заверение, что нападение Хвостова и Давыдова не было санкционировано правительством, а было произведено по их инициативе, и виновники осуждены за это.
- В феодальной закрытой от внешнего мира Японии для успеха переговоров было бы лучше, если бы их вёл не командир корабля, а владелец большой территории или хотя бы управляющий этой территорией.

Следовательно, должно быть изготовлено официальное письмо, и для успеха переговоров желательно, чтобы бы их вёл не командир шлюпа, а начальник области. И такая возможность представилась П. И. Рикорду буквально накануне второй экспедиции к берегам Японии.

#### Назначение П. И. Рикорда камчатским начальником
«В апреле месяце, когда надлежало мне заниматься приготовлением шлюпа к походу, получил я от Иркутского гражданского губернатора предписание привести в исполнение, в качестве Камчатского начальника, Высочайше утверждённое новое положение о Камчатке…
 На время же моего отсутствия из Камчатки я поручил должность эту состоящему в команде моей отличному офицеру — лейтенанту Рудакову»
— пишет капитан-лейтенант Рикорд в донесении морскому министру и рапортует о первых своих шагах в этой новой для него должности.

### Вторая спасательная экспедиция Рикорда 1813 года
6 мая 1813 года лёд был прорублен, шлюп Диана выведен на рейд в Авачинскую губу и 23 мая отправился во 2-ю спасательную экспедицию.
Через 20 дней шлюп прибыл к острову Кунаширу и встал на якорь в заливе Измены. „С батарей из пушек по шлюпу не палили, и по всему берегу не видно было никаких движений“.
По пути Рикорд с помощью Такадая Кахэй написал официальную бумагу за своей подписью и по настоянию Такадая подписался губернатором Камчатки.
Отпуская Такадая на берег, Рикорд отдал ему половину разрезанного своего белого платка и сказал: „Кто мне друг, тот через день, два и не более принесёт ко мне эту половину моего платка“. Тот взял свою половинку и ответил твёрдым и уверенным голосом, что одна смерть может воспрепятствовать ему это исполнить».
На следующий день Такадая Кахэй вернулся, размахивая платком, привязанным к концу сабли, и привёз приятные известия, что по письмам, полученным из Матсмая, все русские здоровы, кроме штурмана Андрея Хлебникова, который болел 10 дней, но сейчас ему сделалось лучше. Кроме того, он привёз официальное японское письмо с русским переводом.
Затем Рикорд передал через Такадая своё второе письмо с выражением готовности идти со шлюпом отсюда прямо в Хакодате, которое было направлено с нарочным матсмайскому губернатору.
Ответа надо было ждать не менее 20 дней, и всё это время Кахэй регулярно приезжал на корабль и разъяснял Рикорду поведение японцев, а кунаширскому начальству пересказывал содержание русских писем и разъяснял намерения русской политики, объясняя реальные факты.
Старания Такадая намного ускорили переговоры Рикорда с японцами. В этом году они не палили из пушек при попытках завязать сношения с ними, разрешали беспрепятственно наливать бочки водой, а Такадая Кахэй, проживавший в японском селении, регулярно ездил на шлюп и возил свежую рыбу.
Наконец, из Матсмая прибыл Такахаси-Сампей, второй по важности чиновник после матсмайского губернатора, с поручением сообщить камчатскому начальнику особые пункты возможного соглашения между русскими и японцами. Условия освобождения были сформулированы по-восточному многословно, но суть их сводилась к следующему:
- Надо было привезти письменные заверения за подписью двух русских начальников, скреплённые их печатями, о том, что действия Хвостова и Давыдова были самовольными и не одобряемыми русским правительством.
- Вторым условием было предоставление свидетельства в том, что вещи и оружие, захваченные ими, никогда не будут использоваться в качестве трофеев.
- В третьем пункте констатировалось, что неприятельские действия Рикорда в прошлую экспедицию были закономерными в тех условиях, в которые он был поставлен.
- И в четвёртом пункте сообщалось, что камчатский начальник может привезти названные выше письменные заверения и свидетельство в нынешнем году в Хакодате, куда будут переведены пленники для их освобождения[13].

Это было объявлено 7 июля, и уже 9 июля «Диана» подняла якоря и понеслась на всех парусах в Охотск, чтобы успеть до наступления зимы совершить три морских перехода: Кунашир — Охотск, Охотск — Хакодате и Хакодате — Петропавловск-Камчатский.

## Логика разрешения инцидента

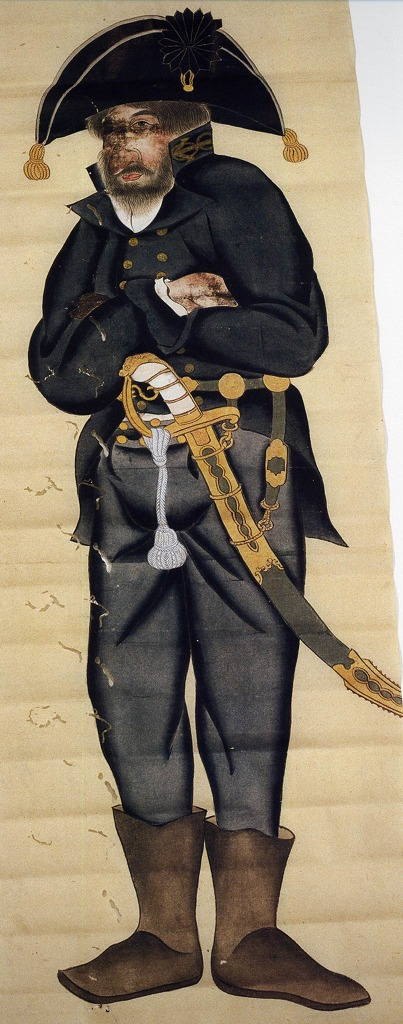
Таким увидели Головнина японцы

Изложение существа Инцидента Головнина в виде логической схемы: «взятие в плен — ответный захват заложников — обмен пленными», — присущей некоторым Западно-Европейским военным конфликтам средних веков и нового времени, не смог бы быть успешен из-за специфической логики японцев к вопросам плена.
В данном случае, японцы, действительно, захватили русских моряков в плен в ответ на разбойные действия Хвостова и Давыдова. Захватили вероломно, заманив в крепость и нарушая все дипломатические законы. Но никакие встречные захваты — никакого уровня, и ни в каком количестве — не заставили бы их произвести обмен пленными. По их законам пленник, если он благородный, должен был сделать себе харакири, а если он не сделал этого, то он не достоин ни освобождения, ни возвращения. Если же пленник не являлся благородным, то и вообще нет предмета для рассмотрения.

Кахэй говорил Рикорду: «Национальная наша честь не позволяет человеку моего звания быть в чужой земле пленником. <…> По превосходной твоей силе, я находился тогда в твоих руках, но жизнь моя всегда была в моей власти. После всего этого объявляю тебе тайну моих намерений: я твёрдо решился, видя тебя непоколебимым в твоих предприятиях [увезти в Охотск], свершить над собою убийство. В доказательство исполнения сего я отрезал у себя на голове клок волос и положил их в ящик моего образа. Это по нашим законам означает, что тот, от кого присланы собственные его волосы, лишил себя жизни с честью, то есть распорол себе брюхо. Над волосами совершается такой же обряд погребения, как и над самим покойником…».
Об этом Рикорд пишет: «Какие возмутительные для европейца понятия о чести! Японцы почитают такое дело величайшим подвигом; память подобного героя прославляется и доставляет уважение оставшемуся его семейству. В противном же случае дети бывают преданы изгнанию из места своего рождения».

Европейцы в то время не имели достаточного знакомства с японским мировоззрением и в своих попытках общения, и в частности, ведения переговоров с японцами, попадали в тупик, но Рикорду посчастливилось угадать, что Такадая Кахэя нужно не брать в плен, а следует сделать ему такое предложение, от которого невозможно отказаться. Таким образом, Кахэй поехал в Россию добровольно и вернулся из неё менее чем через год, то есть не нарушил строгие законы закрытой страны (принципы сакоку). При таких условиях к его мнению могли прислушаться, тем более, что годовой оборот его торгового дома был соизмерим с бюджетом всей Японии. А для того, чтобы это мнение было благожелательным, Рикорд, использовал всё свои знания, образованность и личное обаяние, чтобы за зиму превратить его из врага и противника в друга и сподвижника. 

На следующий год Рикорд отвёз его в своё отечество (здесь опять не надо применять термины отпустил, освободил и тому подобные), и Кахэй сделал всё от него зависящее, чтобы склонить правительство создать первый прецедент нарушения многовековых законов страны.

## Значение «Инцидента Головнина» для русско-японских отношений в XIX веке
«Таким образом совершенно предприятие, которое останется незабвенным в летописях российского флота, богатых уже подвигами великодушия и храбрости.
Г. Рикорд, движимый пламенной любовью к отечеству, и чувством истинной дружбы к почтенному своему сослуживцу и начальнику, совершил, при покровительстве и содействии просвещённого начальства, такое дело, которое доныне почиталось невозможным — побудил японцев нарушить коренные законы государства своего освобождением русских, которым надлежало бы всю жизнь свою провести в ужасном заключении.

Сего недовольно. Он внушил японцам истинное понятие о силе, величия, благородстве мыслей и великодушии Российского Монарха и народа, и приступил к заключению с ними связи, которая, до́лжно надеяться, при дальнейших стараниях Правительства тамошних стран, со временем будет утверждена, и принесёт обоим государствам, России и Японии, несметные блага, приобретаемые, торговлей и мирными сношениями смежных народов» 

## Память об инциденте

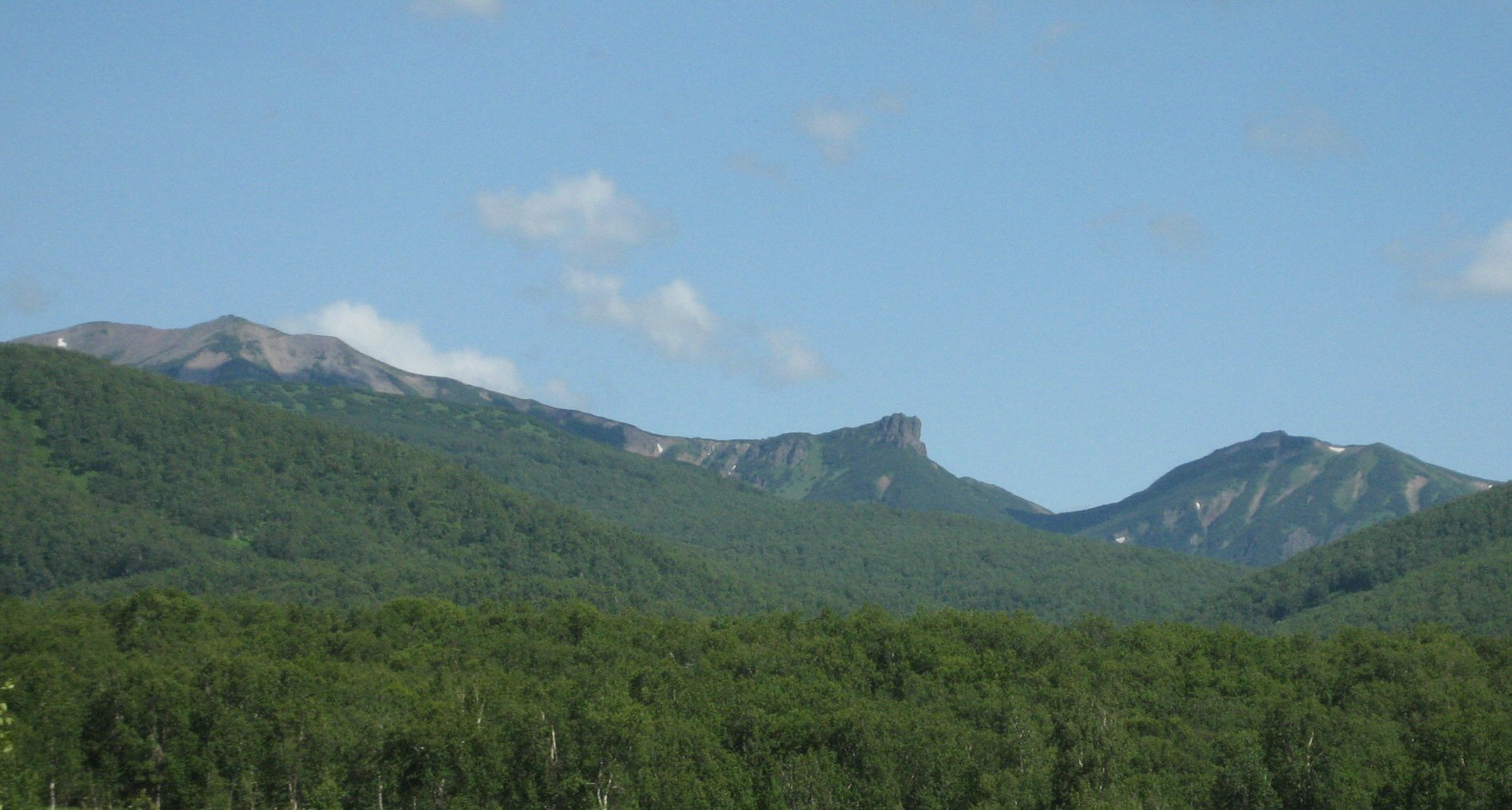
Вершины Русско-Японской дружбы (слева-направо):
гора Головнина, скала Кахея и гора Рикорда

В 2006 году участниками Камчатской географической экспедиции три рядом стоящие вершины в горном хребте Ивулк были названы горой Головнина, горой Рикорда и скалой Кахея.
В совокупности они образуют так называемые «вершины русско-японской дружбы». Здесь, у подножия этих гор, на территории Природного парка «Налычево» в июле 2009 года проходила Вторая юбилейная встреча потомков героев «Инцидента с Головниным», военного конфликта начала XIX века, поставившего русско-японские отношения на грань войны. Мирное разрешение этого инцидента является важным прецедентом решения сложных межгосударственных конфликтов на основе дружеских отношений и взаимного доверия.
В память дружеских отношений Головнина, Рикорда и Такадая Кахэя в 1999 году в Госики был установлен памятник русско-японской дружбе.
В память о курильской эпопее выпущена заключительная медаль серии «300 лет Российскому флоту». На лицевой стороне медали — портреты адмиралов В. М. Головнина и П. И. Рикорда, на обороте изображён шлюп «Диана» на фоне Курил. Медаль выполнена петербургским художником-медальером Г. П. Постниковым и изготовлена на Санкт-Петербургском Монетном дворе из мельхиора.

## Прочие факты
- Такадая Кахэй доверительно рассказал Рикорду следующий факт. Во время кульминационной фазы конфликта в начале сентября 1812 года японский гарнизон предвидел штурм крепости русскими моряками. Помня, с какой быстротой в прошлом году корабельная артиллерия расправилась с береговой батареей и укреплениями, и понимая, что русские моряки будут решительно мстить за своих товарищей, японцы не сомневались в неизбежном поражении, несмотря на своё численное превосходство. Но, вспомнив также, сколь падки к водке были люди Хвостова на завоёванной территории, они приготовили на видном месте большое количество водки, отравленной сильным ядом. Победа русских будет кратковременной — был уверен начальник гарнизона.
- Переговоры по освобождению русских моряков в самой своей последней фазе зашли в тупик. Когда уже договорились об условиях, подготовили все необходимые документы, осталось только провести процедуру, возникло, казалось бы, непреодолимое противоречие. Японцы не могли допустить, чтобы иностранцы вошли в сапогах во внутренние покои и, тем более, в аудиенц-залу, где важные чиновники будут сидеть на коленях на полу. По предложенной ими процедуре требовалось снимать сапоги при входе и оставаться в чулках. Рикорд же не хотел, чтобы представители Российской империи выглядели комично: в парадных мундирах, в шляпе, при сабле и без сапог! Японцы настаивали на соблюдении своих традиций, а Рикорд понимал, что эта уступка поднимет русских на смех в глазах всей Европы. Такадая Кахэй был в отчаянии — два года усилий по достижению договорённости могли рухнуть из-за противоречия в традициях и несовпадения в понятиях этикета. Тогда Рикорд нашёл компромиссное решение. Он приказал матросам привезти со шлюпа на берег кресло и сменные сапоги. Всё это он велел оставить в прихожей (никакой мебели в японских домах не было и, если не привезти своё кресло, то русские послы должны были бы, переобуваясь, скакать на одной ноге). Далее русская делегация должна была идти по улице в одних сапогах, нарочито грубых, а в прихожей переобуться в другие сапоги, которые были названы «кожаными чулками». Японские власти высоко оценили этот компромисс: с одной стороны настойчивость в соблюдении своих законов чести, с другой стороны — уступчивость и уважение национальных традиций.
- При изложении хроники этих событий обычно остаётся за пределами рассмотрения, что все эти передвижения происходили в малоизученной акватории и в условиях невозможности ждать благоприятную погоду. В этом аспекте интересным фактом является то, что за это время трижды «Диана» была на грани гибели. 28 июля 1812 года она чудом избежала столкновение в районе о. Ионы с одиноким камнем, не нанесённым на карту. 12 сентября выдержала «ужасную бурю» между островами Кунаширом и Шикотаном, а с 22 сентября по 3 октября выдержала жестокий шторм, продолжавшийся 10 дней у самых берегов Камчатки.
- В результате всех этих непрерывных плаваний «Диана» пришла в такую ветхость, что после освобождения русских пленников Рикорд хотел зазимовать в порту Хакодате, чтобы избежать рискованного плавания по осеннему штормовому морю. Но Головнину, после заключения, продолжавшегося 2 года 2 месяца и 26 дней, не хотелось оставаться здесь ни одного дня, и ему удалось уговорить своего друга рискнуть. «По выходе из Гако-Даде настиг „Диану“ у японских берегов ужасный ураган, продолжавшийся 6 часов. Состояние шлюпа было самое гибельное. Ночь была мрачная с проливным дождём; вода, течью умножившаяся, в шлюпе до 40 дюймов, при беспрерывном выкачивании, оставалась в одной степени. Ежеминутно ожидали погибели… Наконец буря утихла, поднялся благоприятный ветер, и шлюп 3 ноября 1813 года прибыл благополучно в Петропавловскую гавань» — писал Рикорд в своих мемуарах. Это было последнее плавание заслуженного корабля. В Петропавловске-Камчатском «Диана» продолжила свою службу, но только в роли плавучего склада.
- Во время пребывания в тюрьме, Мур написал свои записки под названием 獄中上表, противоречащие запискам Головнина, и оставшиеся у японцев. Противоречия заключались, главным образом, в оценке попытки побега Головнина, в которой Мур отказался принимать участие, и в характеристике самого Мура Головниным. Японская правительственная организация Тэнмонката[яп.], занимавшаяся среди прочего сбором информации о загранице, даже попыталась в середине 1820-х годов организовать публикацию записок Мура в голландском переводе в Европе, чтобы русские сами могли рассудить, «который из них [Мур или Головнин] прав, а который не прав», но из-за скандала с Зибольдом этому проекту не суждено было осуществиться. Записки Мура так и не были переведены на европейские языки[28][29].
- Мичман Фёдор Фёдорович Мур к концу времени плена страдал от помрачения рассудка (японцы, видя это, даже пытались его лечить), впал в депрессию и вскоре после возвращения в Петропавловскую гавань, 22 ноября 1813 года, застрелился. Остальные лица, пережившие плен, были награждены императором: Головнин получил чин капитана 2-го ранга и пожизненный пенсион в 1500 рублей в год, штурман 9-го класса Хлебников — пенсион в сумме полного годового жалованья, матросы первой статьи Симонов, Макаров, Шкаев и Васильев — также пенсион в сумме полного годового жалованья и с позволением оставить службу в любое время по собственному желанию, переводчику курильцу Алексею был пожалован кортик и ежегодные выдачи пороха и свинца для охотничьего промысла. Кроме того, были награждены все члены экипажа шлюпа «Диана», принимавшие участие в экспедиции для освобождения пленников.
- С 1825 года Василий Головнин регулярно становился крёстным отцом для детей своего бывшего штурмана Андрея Хлебникова, проживавшего несколько лет на Большой Охте в качестве смотрителя. Жена Андрея Хлебникова, Татьяна Тертьевна, похоронена в 1842 году на том же Митрофаньевском кладбище Санкт-Петербурга, что и Василий Головнин в 1831 году.

## Первоисточники
- Головнин В. М. Записки флота капитана Головнина о приключениях его в плену у японцев. — М.: Захаров, 2004. — 464 с. — (Серия «Биографии и мемуары»).
- Рикорд П. И. Записки флота капитана Рикорда о плавании его к Японским берегам в 1812 и 1813 годах и о сношениях с японцами. — 1-е изд. (2-е изд.: СПб., 1851; 3-е изд.: СПб., 1875). — СПб.: Морская Типография, 1816.

- Хлебников А. И. Японский плен 7 россиян в 1811, 1812, 1813 годах // Русские открывают Японию. Из рукописного наследия мореплавателей В.М. Головнина и А.И. Хлебникова 1810–1820-е гг. / С.А. Козлов. – СПб.: Историческая иллюстрация, 2016. – 504 с.: ил. – (Серия «Русский путешественник эпохи Просвещения». Т. 5).